# Acmispon mearnsii
Acmispon mearnsii là một loài thực vật có hoa trong họ Đậu. Loài này được (Britton) Brouillet mô tả khoa học đầu tiên năm 2008.